# Ивашинцова, Маша
Маша Ивашинцова (23 марта 1942 — 13 июля 2000) — советский и русский фотограф и театральный критик, получившая мировую известность через 18 лет после смерти. Не будучи профессиональным фотографом, оставила после себя обширный архив негативов и отпечатков, на которых изображены сцены повседневной и культурной жизни Ленинграда и других городов СССР.

## Биография
После знакомства с фотографом Борисом Смеловым в 1974 году всерьёз увлеклась фотографией. Фотографировала на Leica IIIa, Ikoflex IIa, Зоркий и др. фотоаппараты и создала галерею непарадных портретов многих поэтов, художников, театральных деятелей и учёных Ленинграда и Москвы 70-90-х годов (Виктор Кривулин, Арсений Тарковский, Самуил Лурье, Борис Смелов, Гурам Тугуши, Мелвар Мелкумян, Анатолий Эфрос, Ольга Яковлева, Мария Раубе-Горчилина и др.). Объектами её фотографий также становились дети, старики, животные, уличные сцены, детские площадки, заброшенные дома и крыши, парки и улицы.
С 1970 по 1986 год работала внештатным корреспондентом журнала «Театр» (публиковалась под фамилией М.Мелкумян). Работала осветителем в ТЮЗе, лифтёром, гардеробщицей. С 1981 по 1991 с разной периодичностью пребывания была пациентом психиатрической больницы № 6 на Обводном канале.
Была замужем за лингвистом Мелваром Мелкумяном. Дочь Ася Мелкумян.
13 июля 2000 года умерла от рака желудка в Санкт-Петербурге.

## Выставки
- Masha Ivashintsova, Street Photographer (2018), International Center of Photography, New York City, USA[1]
- Brought to Light (2019), Vintage Photo Festival, Bydgoszcz, Poland, curated by Katarzyna Gębarowska and Masha Galleries.[2]
- Chiaroscuro (2019—2020), Juhan Kuus Documentary Photo Centre, Tallinn, Estonia[3]